# Europa Clipper
Europa Clipper (voorheen bekend als Europa Multiple Flyby Mission) is een ruimtesonde ontwikkeld door NASA. De lancering was op 14 oktober 2024. Het ruimtevaartuig werd ontwikkeld om de Galileïsche maan Europa te bestuderen door middel van een reeks flyby’s terwijl het in een baan om Jupiter draait. Het is het grootste ruimtevaartuig dat NASA ooit heeft ontwikkeld voor een planetaire missie. Met de ruimtesondemissie is 4,5 miljard dollar gemoeid.
Europa Clipper moet het oppervlak van Europa in kaart brengen en onderzoek doen naar de veronderstelde oceaan op Europa. Europa is met ijs bedekt, maar wetenschappers vermoeden dat onder het ijs een zoutwateroceaan ligt die aan de voorwaarden voor mogelijk microbisch leven zou kunnen voldoen. Het instrumentarium is gericht op het vaststellen van de juistheid van deze hypothese, maar het instrumentarium is uitgebreider om eventueel op onverwachte ontdekkingen te kunnen inspelen.
Om bij Jupiter te komen werd Europa Clipper met een Falcon Heavy vanaf Kennedy Space Center Lanceercomplex 39A gelanceerd. Daarna krijgt de sonde een zwaartekrachtslinger van de planeten Mars in februari 2025 en Aarde in december 2026 om met een verhoogde snelheid richting Jupiter te vliegen. De sonde zal vanaf 2030 45 maal in een elliptische baan om Jupiter vliegen en daarbij 44 maal langs Europa vliegen.

## Geschiedenis

### Voorbereiding lancering
Op 9 september 2024, verkreeg de missie de toelating om te starten met de lanceringsvoorbereiding nadat eerder onduidelijkheid was ontstaan of de MOSFET-transistoren die gebruikt werden wel de straling aankonden die ze tijdens de missie te verduren zouden krijgen.
Op 28 september 2024, minder dan twee weken voor de geplande lanceerdatum van 10 oktober, ondervond de tweede trap van een Falcon 9 een probleem nadat deze een bemande Crew Dragon in de ruimte had gebracht. De terugkeerstoot waarmee deze terug de atmosfeer in moest worden gestuurd voor een destructieve terugkeer, verliep anders dan de bedoeling was met als gevolg dat de rakettrap op een andere plaats de atmosfeer binnen kwam. Aangezien een Falcon Heavy hetzelfde type bovenste trap heeft is het van belang voor de Europaclippermissie om de oorzaak te vinden. Mogelijk zou hangende het onderzoek de lancering moeten worden uitgesteld. Het lanceervenster van 2024 eindigde op 6 november.
Op 5 oktober werd in de weersverwachting duidelijk dat op 10 oktober de tropische storm Milton, tegen die tijd aangewakkerd tot een majeure orkaan, over Florida zou trekken. Op 6 oktober werd de lancering dan ook uitgesteld tot nadere order. Op 12 oktober werd de raket naar het lanceerplatform gereden en de 14 oktober om 16:06 UTC als lanceerdatum vastgesteld.

### Lancering
Op 14 oktober 2024 werd de raket volgens planning om 16:06 gelanceerd. De side-boosters werden na 3,15 minuten afgestoten. Een minuut later werd ook de center-core afgestoten. De tweede trap startte onmiddellijk daarna zijn motor. Kort daarna werd het enige herbruikbare deel van de raket, de neuskegel, afgeworpen. Na ruim acht minuten werd een parkeerbaan om de aarde bereikt. Om 16:53 UTC werd de tweede trap herstart voor de aardeverlatingsstoot om 17:01 UTC werd het geplande traject bereikt. Een paar minuten later, om 17:08 UTC; een uur en twee minuten na de lancering werd Europa Clipper losgekoppeld van de raket en was de succesvolle lancering een feit. Met 12,68 kilometer per seconde ten opzichte van het midden van de aarde is de Europaclippermissie de hoogste snelheid die een Falcon-raket tot dan toe haalde.
Een aantal uur na de lancering meldde JPL dat Europa Clipper met succes zijn veertien meter lange zonnepanelen had uitgevouwen. Met deze door Airbus Defence in Nederland geproduceerde zonnepanelen genereert de sonde voldoende elektriciteit om zich gedurende de gehele missie te kunnen voeden.

### Keuze draagraket
De selectie van een draagraket voor Europa Clipper had nogal wat voeten in de aarde. In 2014 was het plan om een Atlas V-raket te gebruiken. Het Amerikaanse congres eiste echter dat Space Launch System, de toen in ontwikkeling zijnde nieuwe, zeer krachtige raket van NASA zou worden gebruikt. Het Witte Huis (Trump-Pence) gaf echter de voorkeur aan een commerciële raket. Het voordeel van SLS is dat deze een zeer hoge snelheid kan behalen waardoor er een rechtstreeks traject zonder zwaartekrachtsslingers mogelijk is en de sonde dus korter onderweg naar Jupiter is. De vraag was echter of er een SLS-raket beschikbaar kon zijn omdat het Artemisprogramma in de eerdere planning vanaf 2023 ieder jaar zo’n raket opeist. Anderzijds is ook de Falcon Heavy in expendable mode, eventueel uitgerust met een extra kick-stage uit de Star-serie van Northrop Grumman, in staat om zeer hoge snelheden te halen maar toch beduidend minder dan SLS-Block I. Daarnaast waren er ook nog draagraketten als de New Glenn en de Vulcan-Centaur-Heavy en Starship in ontwikkeling waarvan men toentertijd (met terugwerkende kracht onterecht) verwachtte dat ze op tijd klaar zouden zijn. Op 27 augustus 2019 kwam NASA’s Inspector General Paul Martin met een rapportage waarin hij zijn zorgen uitte dat door het gebruik van SLS niet alleen de lancering in 2023 in gevaar zou komen, maar dat het project daardoor ook duurder dan de beoogde een miljard dollar zou worden. Die extra kosten bestonden niet alleen uit een veel duurdere raket, maar ook uit het twee jaar lang opslaan van de ruimtesonde. Mogelijk is het vasthouden aan het SLS ook onwettig aangezien NASA sinds 1989 bij wet verplicht is een commercieel alternatief te gebruiken mits dat beschikbaar is. In de zomer van 2020 werd ook aan de compatibiliteit van Europa Clipper getwijfeld: de raket zou harder schudden dan de apparatuur van de ruimtesonde aankan.
Op 25 januari 2021 verzond NASA een interne memo waarin werd gesteld dat er werd afgezien van SLS en dat er een commerciële draagraket werd gezocht. De lancering werd verschoven naar 2024 en het traject omvatte een zwaartekrachtsslinger van Mars en van de Aarde. De aankomst wordt in 2030 verwacht. In 2026 was er een soortgelijke lanceermogelijkheid, en een lancering in 2025 zou mogelijk zijn met nog een extra zwaartekrachtsslinger van de Aarde.
Op 23 juli 2021 selecteerde NASA de Falcon Heavy in Expendable Mode zonder extra kick stage. Europa Clipper is niet berekend op de enorme acceleratiekracht van een kick stage. SpaceX ontvangt daarvoor 178 miljoen dollar.
Voor deze missie ontwikkelde SpaceX een airconditioningsysteem dat in de neuskegel zit verwerkt om de sonde te beschermen tegen het warme en vochtige weer in Florida.

## Trivia
- De side-boosters genummerd B1064 en B1065 van Falcon Heavy die Europa Clipper lanceerden werden een jaar en een dag eerder gebruikt om ruimtesonde Psyche te lanceren.